# Florent Van Durme
Florent Van Durme (Eksaarde, 4 maart 1872 - Gent, 1 oktober 1966) was een Belgisch koster-organist, componist en kunstschilder. Hij behoorde tot de uitgebreide familie van musici Van Durme.

## Levensloop
Florent was een van de zoons van Ferdinand Van Durme. Hij studeerde in het Lemmensinstituut en vestigde zich in Gent, waar hij koster-organist werd in de Sint-Annakerk. Hij ging in de Lange Violettestraat wonen en begon er een drukkerij, die later door zijn zoon Herman werd overgenomen.
Zijn oudste zoon, Albrecht, werd activist en kwam op voor de vernederlandsing van de Gentse universiteit, wat ook aan Florent naoorlogse moeilijkheden bezorgde. Het belette niet dat Albrecht eveneens koster-organist werd, bij de Gentse kapucinessen. Samen met Emiel Hullebroeck en enkele anderen stichtte hij de Nationale Vereniging van Auteursrecht (NAVEA), later SABAM.
Naast musicus was Florent Van Durme ook kunstschilder.

## Componist
Florent Van Durme componeerde in een klassieke, licht-romantische stijl, gedragen door een gedegen vakmanschap.
- Werken voor orgel (Canon, Offertorium, Gebed, Alleluja, Adagio, Voor- en tussenspelen, Largo, Cantilene, Klacht, Fuga, Koraal, Variaties, Feestmars).
- Werken voor zang en orgel (Mis ter ere van het H. Hart, Tantum Ergo)
- Werken voor a-capellakoor (Da pacem, Tantum Ergo)
- liederen met pianobegeleiding, op eigen teksten of op teksten van Alice Nahon en Guido Gezelle (Gij badt op eenen berg alleen).
- Gebed voor viool en piano.
- Vals voor piano.

## Voetnoot
1. ↑  Dit althans volgens het familiearchief en de familietraditie. Op het lemma 'Sabam' wordt zijn naam niet bij de stichters vermeld.